# Casa Giacobbe
Casa Giacobbe è una villa seicentesca sita a Magenta. La villa è un centro culturale, sede del Museo della Battaglia di Magenta.

## Storia

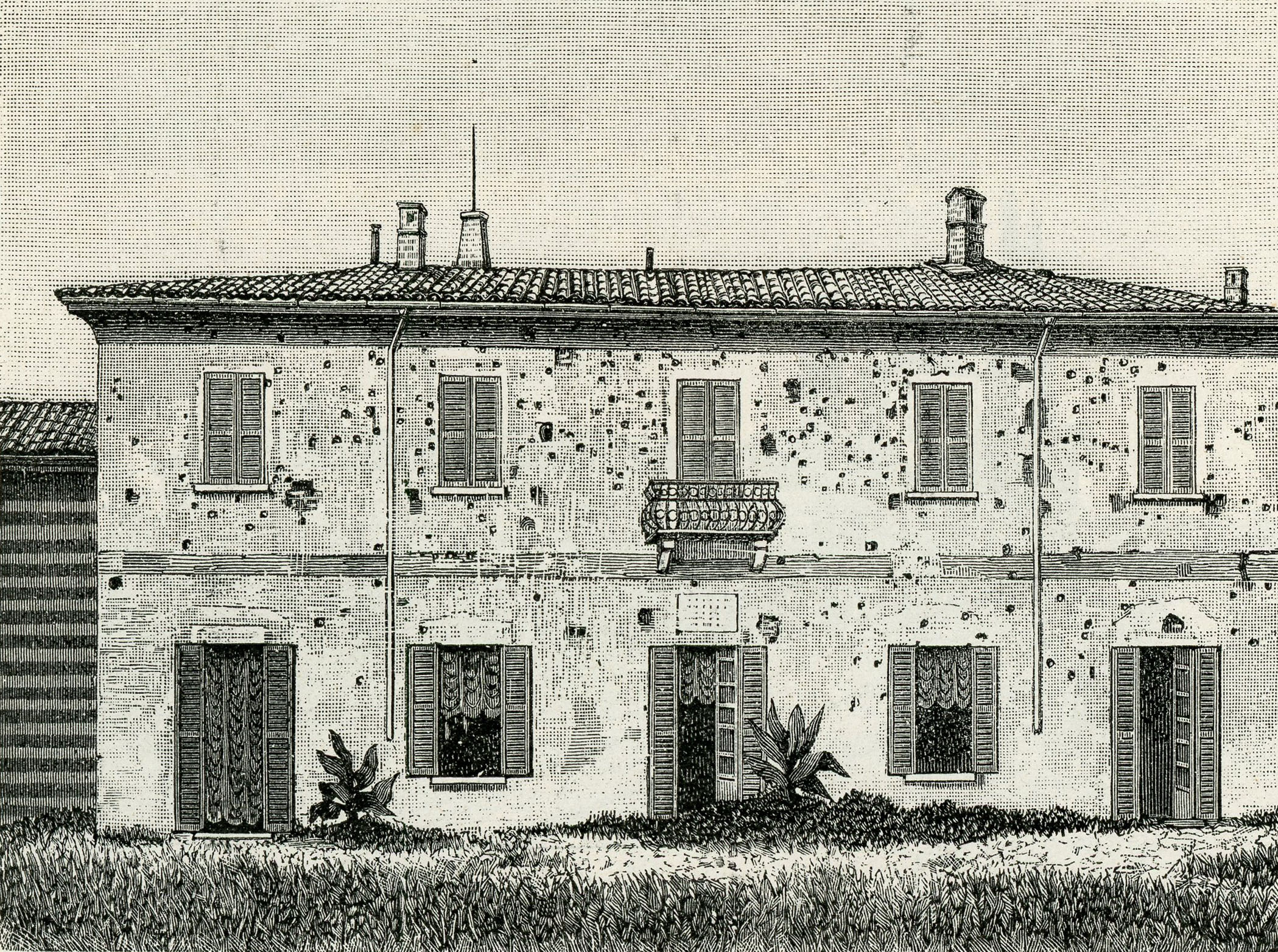
Casa Giacobbe in un'incisione ottocentesca: si notino, in evidenza, i fori dei proiettili e delle cannonate della battaglia di Magenta sulla facciata dell'edificio

Le prime notizie della villa risalgono al 1664 quando l'edificio, già di proprietà della famiglia Borri di Corbetta, fu ipotecato a favore di Clara Pedra Borgazzi a garanzia dei numerosi debiti che Francesco Borri aveva contratto nei confronti della nobildonna milanese. Nel 1690 Maddalena Borri, erede di Francesco, cedeva definitivamente la proprietà a Carlo Domenico Borgazzi, figlio ed erede di Clara Petra, assieme ad altri beni al fine di estinguere il debito accumulato dal padre.
La stima fatta dall'ingegnere collegiato di Milano Giuseppe Maria Ceriani, allegata all'atto notarile, contiene una lunga e minuziosa descrizione della villa. L'edificio si articolava su più corpi di fabbrica: un'antica parte della casa (non più esistente) si prospettava sull'attuale via 4 giugno con un portone d'ingresso dal quale avevano accesso le carrozze. Disposta su due piani, la costruzione comprendeva una legnaia ed un fienile collocati a destra del portone; una scala conduceva ai piani superiori dove si trovavano alcune camere. Un secondo corpo di fabbrica (l'attuale Casa Giacobbe), era posto perpendicolarmente ai locali d'ingresso secondo uno schema ad "L", caratterizzato al piano terra da un portico sul quale si apriva il salone principale della villa, caratterizzato da un bellissimo camino in pietra scolpita raffigurante il mito di Orfeo e lo stemma della casata dei Borri.
A sinistra di questo si trovavano due sale adibite a cucina e lavanderia. Il piano superiore era occupato dalle camere. Un terzo corpo di fabbrica oggi distrutto accoglieva invece un torchio con una torretta che fungeva da colombaia. Nel 1723, in occasione del catasto voluto da Carlo VI, fu stesa la prima carta catastale di Magenta dove già risultava chiaramente la costruzione. Nel 1768 Giovanni Battista Borgazzi eredita la casa per poi passare qualche tempo dopo al ragioniere Filippo Viganò di Milano, che nel maggio del 1820 vendette tutti i suoi beni a Magenta, a Giovanni Andrea De Andrea, anch'egli residente in Milano. All'atto di vendita è legata una permuta dei beni eseguita dall'ingegner Paolo Bianchi nel 1818. Nel 1833 il proprietario morì lasciando i suoi beni in eredità alle figlie e ad alcuni suoi nipoti; nelle successive ripartizioni la villa andò alla figlia Agostina De Andrea, sposata con l'avvocato Giovanni Giacobbe (padre), a cui risulta intestata la casa nel 1841. Al 1854 risale un nuovo rilevamento catastale che però non mostra significative variazioni rispetto alla struttura del Settecento.
Personaggio di spicco che abitò la villa fu Donna Maria Porro Lambertenghi, moglie di Giovanni Giacobbe (padre), figlia del Marchese Giberto Porro Lambertenghi che ebbe come precettore Silvio Pellico.

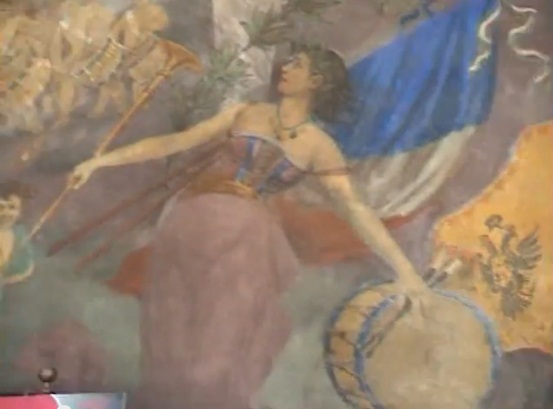
Affreschi di Giacomo Campi a Casa Giacobbe

Quartier generale austriaco durante la battaglia del 1859, venne assaltata dai franco - piemontesi nel tentativo di scuotere il comando avversario. Mentre tutta la villa è stata recentemente ristrutturata, la facciata sul giardino, conserva infatti ancora oggi i fori dei proiettili e delle cannonate dello scontro. L'avvocato Giovanni Giacobbe incaricò il pittore Giacomo Campi di decorare il porticato della villa con un ciclo pittorico in cui si racconta la campagna militare del 1859. L'opera venne terminata, come documenta la firma, nel 1897.
Allo stesso artista si devono altri pregevoli lavori come il famoso Brindisi della riconciliazione, incontro tra un soldato austriaco ed uno francese, affrescato nel grande camino della villa, dipinto successivamente, nel 1918. Anche per il museo patriottico ordinato dal figlio Gianfranco, tenente di Cavalleria, la famiglia si avvalse dell'opera del Campi che decorò il frontone e la porta d'ingresso. Di queste ultime opere però non rimane nulla, in quanto sono andate distrutte con la ristrutturazione degli anni settanta del XX secolo. Nel 1921, dopo la morte del figlio, Giovanni Giacobbe donò alla città di Magenta i cimeli della battaglia del 1859 e dieci anni più tardi, nel 1931 il Podestà di Magenta, Giuseppe Brocca, affidò le preziose memorie al Museo del Risorgimento di Milano.
Nel 1935 la villa fu acquistata dal comune e nello stesso anno vennero abbattuti i corpi di fabbrica adiacenti alla via 4 giugno e l'ala anticamente occupata dal torchio. Di quest'ultima fu risparmiata solo la bassa parete con l'ampia arcata attraverso la quale si accedeva ad una palestra coperta per i balilla, costruita dal 1936.
La villa è utilzzata come centro culturale, sede del Museo della Battaglia di Magenta e delle associazioni storiche magentine.